# Bürchauer Burg
Die Bürchauer Burg ist eine abgegangene Höhenburg im Ortsteil Bürchau der Gemeinde Kleines Wiesental im baden-württembergischen Landkreis Lörrach.

## Geschichte
Bisher ist keine urkundliche Überlieferung bekannt, die diese Befestigungsanlage nennt. Aufgrund ihrer Lage wurde die Arbeitshypothese aufgestellt, es könnte sich hier um die Burg Neu-Waldeck der Herren von Waldeck handeln, wobei hierfür schon diverse andere Standorte diskutiert werden.
Auch über den Untergang der Burg gibt es keine Nachrichten. Oberhalb der alten Kernburg befand sich noch im 18. Jahrhundert eine große Zehntscheuer, die der Vogtei Bürchau diente.

## Entdeckungsgeschichte
2020 ging der Heimatforscher Werner Störk aufgrund eines Hinweises der Frage nach, weshalb ein Wohnplatz am südlichen Ortseingang von Bürchau den Namen Im Kastel (Bürchauer Kastelhöfe) trägt. Da der Name auf Wirtschaftshöfe einer Burganlage (Kastell) hindeutet, wurde das Umfeld auch mit Hilfe von LiDAR Aufnahmen und Kriegsluftbildern des Kampfmittelbeseitigungsdienstes Baden-Württemberg
abgesucht, wobei Reste einer mutmaßlich etwa 900 Jahre alten Befestigungsanlage auf der unteren Sonnhalde entdeckt wurden. Von dieser abgegangenen Bürchauer Burg ist nur eine etwa 80 Meter lange Mauer erhalten, aber zahlreiche Spuren von Wällen und Gräben. Es wird von einer Holz-Erde-Befestigung ausgegangen.

## Beschreibung
Die Kernburg, die vermutlich aus einem hölzernen Wohn- und Wehrturm bestand und von Palisaden und Gräben umgeben war, wird auf dem Gelände des bis 2012 betriebenen Berggasthof Hotel Sonnhalde verortet und belegte eine rechteckige Fläche mit einer inneren Kantenlänge von etwa 20 Metern.
Südwestlich der Kernburg finden sich Reste einer 80 Meter langen Stützmauer mit einem Redan, die sich bis zum Kastelfelsen hinzog. Auf der der Sonnhalde gegenüberliegenden Seite des Kleinen Wiesentals wurde eine Burgwarte entdeckt, die wohl der älteste Teil der Gesamtanlage war. Die Wälle und Gräben zum Schutz der Vorburg und Kernburg auf der linken Talseite wurden in einer ersten Ausbauphase nach Westen und Süden ausgerichtet, da die Nord- und Ostseite vor der Rodung noch durch dichte Urwälder geschützt waren. Auf diesen Seiten wurden die Befestigungen im weiteren Verlauf der Rodung in einer zweiten Phase errichtet.
Der Gesamtumfang der Befestigungsanlagen und deren Außenflächen wird mit etwa 50 000 Quadratmetern veranschlagt, was der Größe von ca. sieben Fußballfeldern entspricht.